# Leptarthrus krali
Leptarthrus krali is een vliegensoort uit de familie van de roofvliegen (Asilidae). De wetenschappelijke naam van de soort is voor het eerst geldig gepubliceerd in 1997 door Hradský & Geller-Grimm.